# Ikhwan

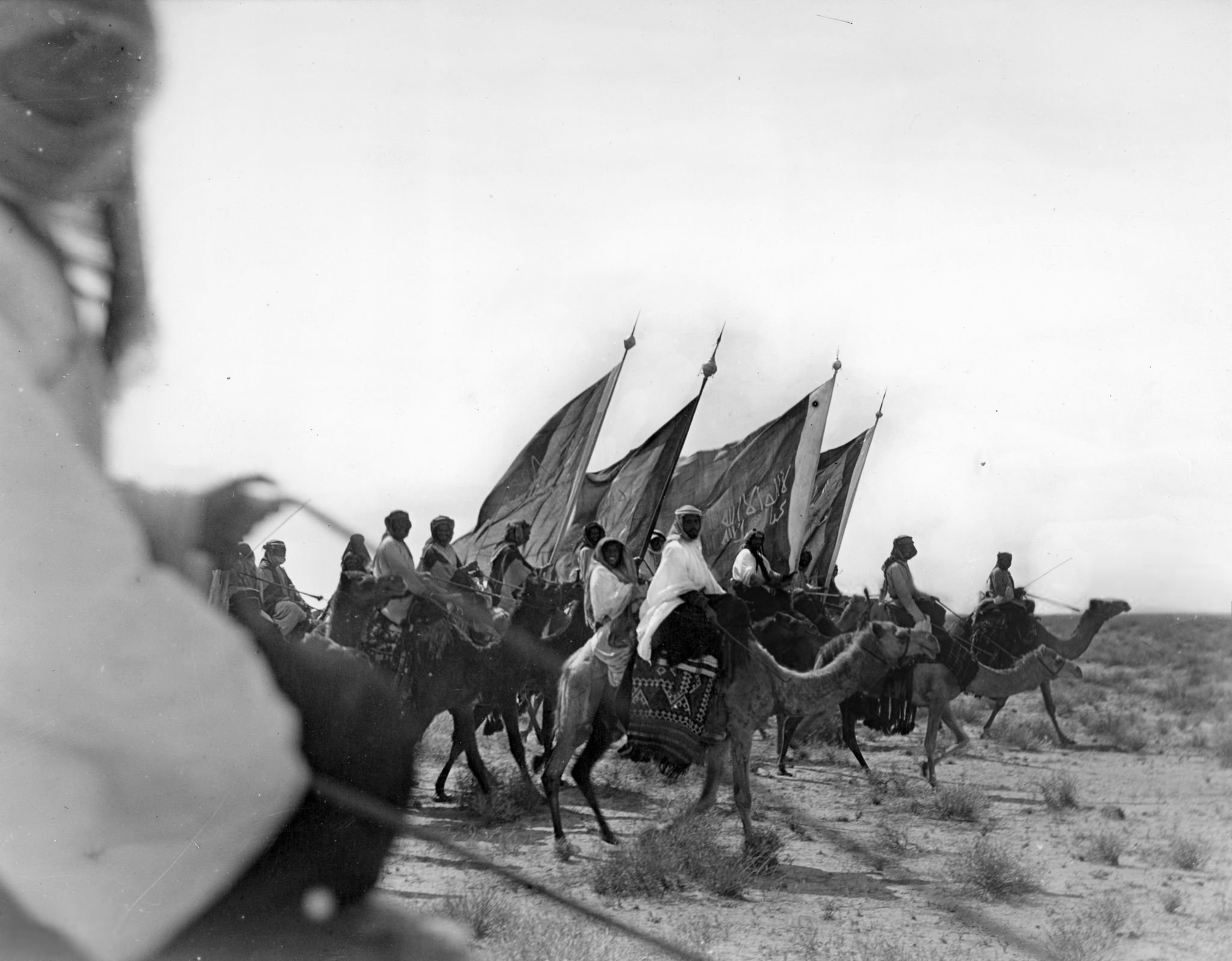
Ikhwan in marcia 1911.

Gli Ikhwān (in arabo ﺍﺧﻮﺍﻥ‎?, "fratelli") furono una milizia religiosa islamica che costituì la parte preponderante delle forze armate di Ibn Saʿūd e giocarono un ruolo determinante nel portarlo a governare sulla maggior parte della Penisola arabica, in quella che è oggi l'Arabia Saudita. 
Gli Ikhwān erano membri di tribù beduine. Secondo Wilfred Thesiger, questa fratellanza religiosa militante mirava alla purificazione e all'unificazione del mondo islamico, seguendo i principi dell'Islam tradizionale. Questo movimento aveva lo scopo di insediare i beduini delle tribù arabe intorno ai pozzi di acqua potabile e alle oasi, convinti come erano che la vita nomade fosse incompatibile con la stretta osservanza dell'Islam. 
ʿAbd al-ʿAzīz b. ʿAbd al-Raḥmān Āl Saʿūd (Ibn Saʿūd) ampliò la propria base di potere, inizialmente limitata al solo Najd, attraverso questo movimento. In seguito la Fratellanza si ribellò a lui quando Ibn Saʿūd fu accusato di lassismo religioso, per aver loro proibito incursioni negli Stati confinanti. Dopo la conquista dell'Hijaz nel 1924, si giunse alla costituzione dello Stato attuale dell'Arabia Saudita sotto il controllo di ʿAbd al-ʿAzīz, e a quel punto il monarca si trovò in conflitto con gli elementi degli Ikhwān. Schiacciò il loro potere nella Battaglia di Sabilla nel 1930 dopodiché la milizia venne riorganizzata nella Guardia Nazionale dell'Arabia Saudita.

## Armamento e stile di combattimento

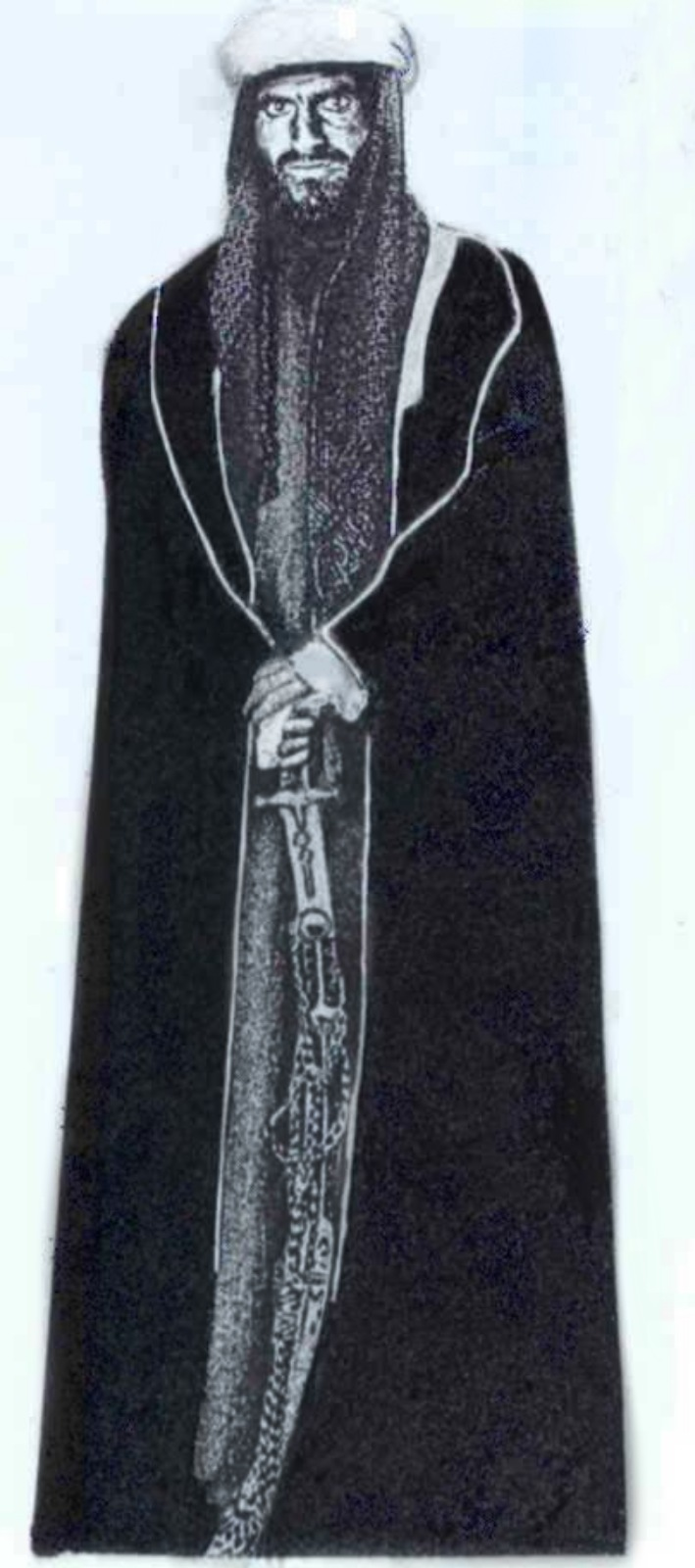
Il leader degli Ikhwān, Sulṭān al-Dīn b. Bajād al-ʿOtaybī

Gli Ikhwān, essendo guerrieri irregolari tribali, combattevano principalmente con spade e lance e talvolta con fucili di vecchia concezione. Normalmente attaccavano con rapide incursioni, che erano la forma tradizionale di combattimento utilizzata dai beduini del deserto nella Penisola arabica. Questi predatori viaggiavano essenzialmente a dorso di dromedario e di qualche sporadico cavallo. Le loro selvagge incursioni, all'interno e fuori del Najd furono spietate. Normalmente, ogni maschio catturato venne messo a morte tagliandogli la gola.

## Incursioni
Nell'agosto del 1924, la milizia degli Ikhwān si spostò per 1.600 km dall'altopiano centrale del Najd, nella Penisola arabica, per attaccare la Transgiordania (oggi Giordania), in quel tempo protettorato britannico. A 15 km da Amman, gli incursori vennero intercettati dalla RAF, che attaccò gli Ikhwān usando i suoi aeroplani. Gli Ikhwān subirono gravissime perdite. Gli storici sostennero che, dei circa 1500 invasori, soltanto 100 riuscirono a scampare alla carneficina.

## Rivolta e sconfitta
Nel 1926 la Fratellanza stava diventando incontrollabile da parte di Ibn Saʿūd. Essa attaccò lo stesso ʿAbd al-ʿAzīz per il fatto che voleva introdurre innovazioni come il telefono, le automobili, il telegrafo e per aver inviato suo figlio in un Paese di non credenti (l'Egitto). Nonostante i tentativi di Ibn Saʿūd di placare questa rivolta gli Ikhwān esposero le loro accuse ai sapienti religiosi (ʿulamāʾ) e provocarono un incidente internazionale distruggendo una forza irachena che aveva violato la zona neutrale iracheno-arabica istituita dalla Gran Bretagna e da Ibn Saʿūd tra Iraq e Arabia (1927-28). I britannici bombardarono il Najd per rappresaglia. Una conferenza, promossa da Ibn Saʿūd nell'ottobre 1928, depose Ibn Ḥumayd al-Duwīsh (Fayṣal al-Duwīsh) e Ibn Hithlayn, i capi della rivolta. Gli Ikhwān avevano nel frattempo razziato il Kuwait nel gennaio 1928.
Contro la provocatoria azione dei capi degli Ikhwān, ʿAbd al-ʿAzīz Ibn Saʿūd scese in campo per guidare il suo esercito, che era ormai rafforzato da quattro aerei britannici (guidati da piloti del Regno Unito) e da una formazione di 200 veicoli militari che rappresentavano la modernizzazione aborrita dagli Ikhwān. Dopo essere stati sconfitti nella Battaglia di Sabilla, dove quasi tutti i loro capi furono uccisi, gli Ikhwān vennero sbandati e furono in parte riorganizzati in forza regolare nel 1930.